# Frederick Suerig
Frederick G. "Fred" Suerig (21. juni 1878 – 8. december 1929) var en amerikansk roer som deltog i OL 1904 i St. Louis.
Suerig vandt en sølvmedalje i roning under OL 1904 i St. Louis. Han kom på en andenplads i firer uden styrmand sammen med Martin Formanack, Charles Aman og Michael Begley. Mandskabet repræsenterede Mound City Rowing Club, St. Louis.